# Karnak (álbum)
| Críticas profissionais | Críticas profissionais |
| Avaliações da crítica  | Avaliações da crítica  |
| Fonte                  | Avaliação              |
| ---------------------- | ---------------------- |
| Allmusic               | [ 1 ]                  |

Karnak é o primeiro álbum da banda brasileira de rock Karnak. O álbum foi lançado em 30 de setembro de 1995 pelo extinto selo brasileiro Tinitus.
Acredita-se ter vendido entre 50 e 100 mil cópias até hoje (após o fechamento da Tinitus, o álbum foi relançado por outra gravadora, Net Records). O álbum recebeu ótimas críticas, e apesar de não ter se tornado muito popular a ponto de ser tocado em estações de rádio, a banda Karnak se tornou relativamente conhecida em rádios universitárias em São Paulo e teve seus clipes transmitidos pela MTV Brasil.
Em 2012, foi eleito pela revista Rolling Stone dos EUA como 7.º melhor álbum de rock latino de todos os tempos, sendo a melhor posição para um álbum de uma banda brasileira.

## Faixas
| N.º            | Título                                                                       | Compositor(es)                                               | Duração |  |
| 1.             | "Vinheta árabe"                                                              | André Abujamra                                               | 0:09    |  |
| 2.             | "Alma não tem cor"                                                           | André Abujamra                                               | 3:44    |  |
| 3.             | "Martim Parangolá"                                                           | André Abujamra                                               | 4:18    |  |
| 4.             | "O mundo"                                                                    | André Abujamra                                               | 4:46    |  |
| 5.             | "Vim que venha (2 hugos e 2 zambos) (Part. Especial: Chico César)"           | André Abujamra, Eduardo Bidlovski, Hugo Hori, Sérgio Bartolo | 4:47    |  |
| 6.             | "Comendo uva na chuva"                                                       | André Abujamra                                               | 4:50    |  |
| 7.             | "Espinho na roseira (Drumonda) (Part. Especial: Rolando Boldrin)"            | André Abujamra                                               | 4:13    |  |
| 8.             | "Conversa dos nenês"                                                         | André Abujamra                                               | 0:08    |  |
| 9.             | "Lee-o-dua (Part. Especial: Lulu Santos, Paulinho Moska, Theo Werneck)"      | André Abujamra                                               | 4:23    |  |
| 10.            | "Balança a pança (Part. Especial: Paulo Miklos)"                             | André Abujamra, Lulu Camargo, Hugo Hori, Sérgio Bartolo      | 3:48    |  |
| 11.            | "Ai, ai, ai, ai, ai, ai, ai"                                                 | Domínio Público, André Abujamra (adaptação)                  | 3:48    |  |
| 12.            | "Oxalá meu pai"                                                              | André Abujamra                                               | 3:54    |  |
| 13.            | "Hymboraewqueyra"                                                            | André Abujamra                                               | 4:02    |  |
| 14.            | "Cala a boca menino (Part. Especial: Antônio Abujamra, Marisa Orth, Tom Zé)" | Dorival Caymmi                                               | 5:34    |  |
| Duração total: | Duração total:                                                               | Duração total:                                               | 52:24   |  |

## Créditos
- André Abujamra: Vocais, Guitarra, Guitarras Africanas, Guitarvox, Violão, Baixo Elétrico, Baixo Freetless, Órgão Hammond, Piano, Sampler, Tambores, Tablas, Palmas, Arranjos
- Carneiro Sândalo: Bateria
- Dorival Alves Galante Júnior: Trompete
- Eduardo Cabello: Guitarra
- Márcio Werneck Muniz : Guitarra
- Hugo Hori: Back-Vocal, Saxofones (Sax Tenor, Sax Soprano), Flauta, Palmas
- James Müller: Percussão, Talking Drum
- Jean Pierre Ryckebusch: Trompete
- Kuki Stolarski: Bateria
- Luiz Macedo: Guitarra, Pratos, Violão Podre, Viola Caipira, Arranjos
- Marcos Congento: Back-Vocal, Trompete, Palmas
- Maurício de Souza: Saxofones (Sax Tenor, Sax Alto, Sax Soprano)
- Paulo Gregori: Fala
- Sérgio Bartolo: Baixo Elétrico, Baixo Freetless
- Valdir José Ferreira: Trombone
- Érico Theobaldo: Bateria Podre
- Luis Guilherme: Palmas
- Alexandre Russo: Palmas
- Evaldo Luna: Palmas
- Renato Lemos: Violoncelo
- Lulu Camargo: Sintetizador, Clavinete, Teclados, Órgão, Samplers
- Toninho Ferragutti: Acordeons
- Jarbas Agnelli: Sintetizador, Sampler
- Marcos Levy: Flauta

Participações especiais
- Maurício Pereira: Vocais (Faixa 3)
- Chico César: Vocais (Faixa 5)
- Rolando Boldrin: Vocais (Faixa 7)
- Lulu Santos: Guitarra havaiana (Faixa 9)
- Theo Werneck - Voz (Faixa 9)
- Paulinho Moska: Vocais (Faixa 9)
- Paulo Miklos: Vocais (Faixa 10)
- Antônio Abujamra: Declamação (faixa 14)
- Marisa Orth: Spoken words (faixa 14)
- Tom Zé: Vocais (faixa 14)

## Prêmios
| Ano  | Publicação    | Premio                                                 | Resultado | Ref.  |
| ---- | ------------- | ------------------------------------------------------ | --------- | ----- |
| 2012 | Rolling Stone | Os 10 maiores álbuns de rock latino de todos os tempos | 7º Lugar  | [ 4 ] |